# Стефан Караджов
Стефан Караджов (болг. Стефан Караджов; нар. 20 березня 1858, Кубанка — пом. 9 грудня 1931) — болгарський фінансист походженням з України.

## Біографія
народився 20 березня 1858 року в селі Кубанка під Одесою, заснованому в 1804 році вихідцями зі Слівена. Закінчив Одеське комерційне училище і влаштувався в Одеський державний банк.
Відразу після визволення повернувся до Болгарії і ввійшов до Фінансового відділу Управління князя Дондукова-Корсакова. Пізніше він був начальником Департаменту прямих податків у Міністерстві фінансів. На цій посаді він реорганізував податкову систему, успадковану від Османської імперії, і ввів відносний порядок в оподаткуванні.
4 жовтня 1885 р. Стефан Караджов вступив до Дисконтного відділу БНБ, де очолював 20 років. Він також був членом Ради керуючих центрального банку.
Потім, з 19 січня 1899 року по 1 березня того ж року, Стефан Караджов був керуючим Болгарського національного банку. А в період між 1 березня 1899 року і 1 жовтня 1905 року він був управителем центрального банку Князівства Болгарія. Під час його правління Болгарія пережила одну з найгірших фінансових криз, яка призвела в 1899-1902 роках до призупинення обміну болгарських банкнот на золото.
Стефан Караджов був головою Софійської торгово-промислової палати. Він також ініціював заснування Софійської комерційної школи, а також інших професійних шкіл.
З 1898 року він був членом, а з 1900 року — дійсним членом Болгарського літературного товариства, нині Болгарської академії наук.
Стефан Караджов помер 9 грудня 1931 року.